# فيرتشايلد 21
عُرفت الطائرة في البداية باسم كريدر-ريسنر كيه أر-21 ايه وكانت طائرةأمريكية ثنائية المقعد أحادية السطح، طراز عام 1928.

صُممت وصُنعت بواسطة شركة كريدر ريسنر للطائرات في هاجرستون. استولت شركة فيرتشايلد للطائرات على شركة كريدر ريسنر في عام 1929، واستمرت في إنتاج وصناعة الطائرة لكن تحت مسمى فيرتشايلد كيه أر-21 والذي سُميت لاحقاً فيرتشايلد 21.

## التصميم والتطوير
كانت طائرة كيه أر-21 ايه طائرة أحادية السطح ذو جناح سفلي بدعامات وقمرتين قيادة متتاليتين. شُغلت الطائرة بالمحرك الشعاعي أرمسترونج سيدلي جينيت البالغة قدرته 80 حصان (60 كيلو وات). زُودت الطائرة بعجلة هبوط عند الذيل وتحكم مزدوج.

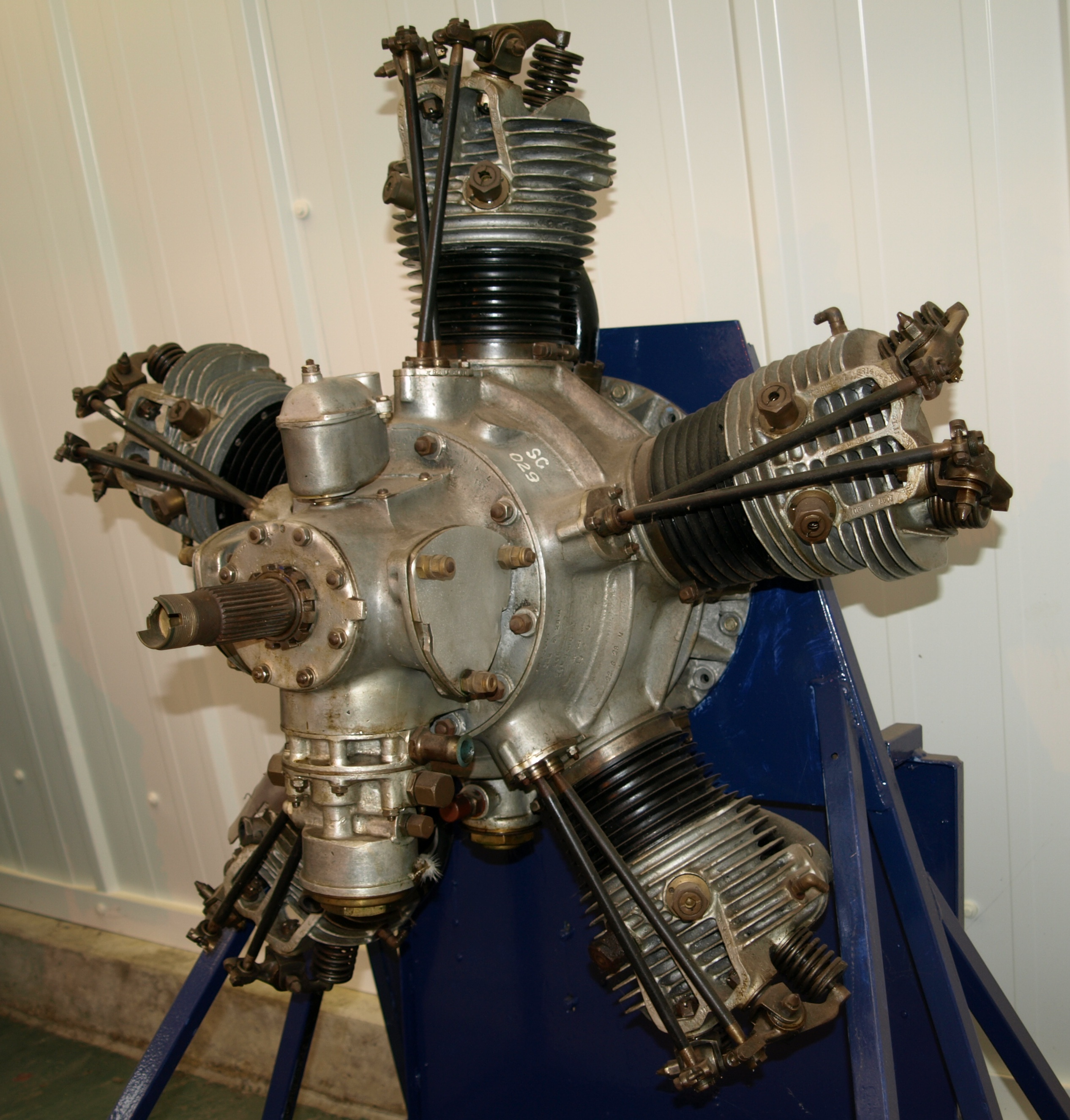
محرك أرمسترونج سيدلي جينيت

كانت طائرة كيه أر-21 بي طائرة ثنائية السطح أكثر قدرة وتطويراً، حيث استخدمت محرككينر بي-5 ذو قدرة فرملية 125 حصان.
أُنتجت 5 طائرات منها، 3 منهم صُنعوا من البداية واثنين من تعديل كيه أر-21 ايه.
تبقى لليوم ثلاثة من الطرازات الأكثر إنتاجاً وهم:
- ان سي 107 إم[4]
- ان سي 236 في[5]
- ان سي 954 في

شكلت طائرة كيه أر-21 أساس تصميم طائرة كيه أر-22 باراسول شمسية الجناح ثنائية السطح.

## المواصفات

### مواصفات عامة
- طاقم الطائرة: فردين.
- الطول: 6.55 متر.
- مدى الجناح: 8.61 متر.
- مساحة الجناح: 12.9 متر مربع.
- وزن الطائرة بدون حمولة: 342 كجم.
- أقصى وزن عند الإقلاع: 567 كجم.
- المحرك: محرك شعاعي طراز أرمسترونج سيدلي جينيت تبلغ قدرته 80 حصان (60 كيلو وات).

### الأداء
- السرعة القصوى: 169 كم/ساعة.
- سرعة الطيران: 145كم/ساعة.
- المدى: 684 كم.
- سقف الخدمة: 2877 متر.